# Onšov

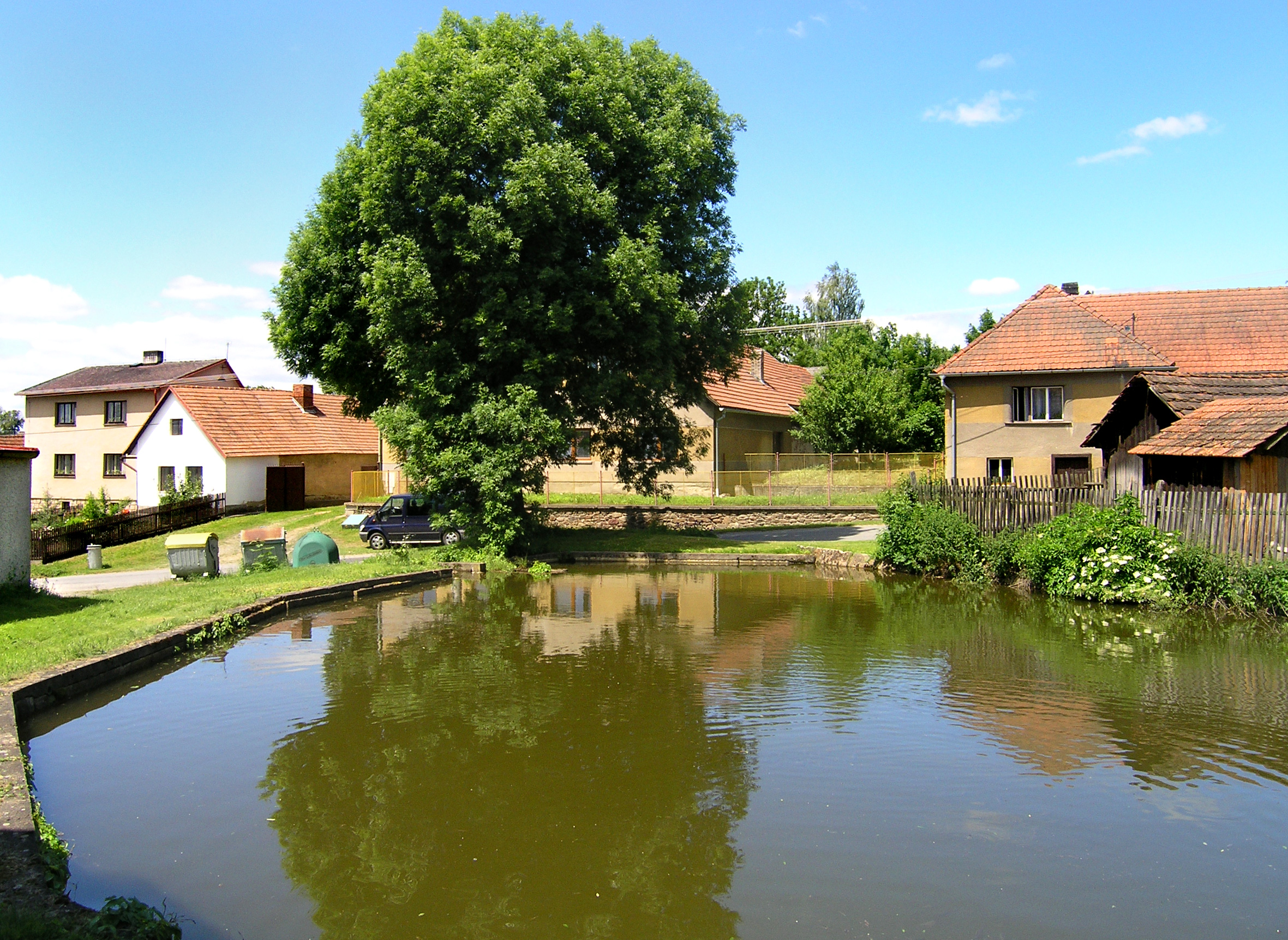
Ortsteil Těškovice

Onšov (deutsch Wonschau, auch Wonschow) ist eine Gemeinde in Tschechien. Sie liegt 16 Kilometer nordöstlich von Pacov und gehört zum Okres Pelhřimov.

## Geografie
Onšov befindet sich im Südwesten der Böhmisch-Mährischen Höhe. Das Dorf liegt im Tal des Martinický potok (Goldbach) gegenüber einer Flussschleife. Östlich erhebt sich der Šamořín (542 m), südlich die Hůřa (523 m) und im Nordwesten der Kočihrady (561 m).
Nachbarorte sind Těškovice, Krčma und Chlovy im Norden, Šumplice, Kalná Hať und Hořice im Nordosten, Nový Dvůr und Syrov im Osten, Senožaty, Pazderna, Mochna und Jiřičky im Südosten, Křelovice, Arneštovice und Košetice im Süden, Horka, Nová Ves und Buřenice im Südwesten, Martinice u Onšova im Westen sowie Chyšná, Popovický Dvůr und Skoranovice im Nordwesten.

## Geschichte
Archäologische Funde datieren bis in die Hallstattzeit.
Onšov entstand an einem mittelalterlichen Handelsweg, der von Prag über Benešov, Vlašim, Čechtice, Krčmy und Skoranovice durch das Tal des Goldbaches und weiter über Humpolec und Jihlava auf dem Balkan und den Orient führte. Wahrscheinlich war Onšov eine Siedlung der Slavnikiden. Nach alten Schriften ließ Herzog Slavník von Zlic auf dem Berg über Onšov eine Holzkirche errichten. Vermutlich erfolgte dies um 980 zu Lebzeiten Slavníks, der überlieferte Zeitpunkt 995 ist unwahrscheinlich, da Slavník 981 in Libice nad Cidlinou ermordet wurde. Im Jahre 1088 kam Onšov zum Sprengel der Königin Swatawa, der zwischen den Flüssen Želivka und Goldbach (Martinický potok) lag und dessen Zentrum Kralowitz bildete. 1144 teilte Vladislav II. den Sprengel zwischen dem Kloster Želiv und dem Bistum Prag auf. Dabei kam Onšov zur bischöflichen Herrschaft Řečice. Ab 1262 gehörte Onšov dem tschechischen Adelsgeschlecht der Onšovský von Onšov, die bis 1415 nachweisbar sind. Ihren Besitz in Onšov verloren sie jedoch früher. Von Theodor von Studena kaufte Jan von Leskovec Onšov. Er veräußerte den Besitz 1410 an Zdenko von Lukavec. Nachfolgende Besitzer waren bis 1582 die Herren von Hraběšín. Sie ließen gegenüber dem Dorf auf der Hůřa die Kapelle der Verklärung des Herrn errichten. 1650 erwarb Petr Zbraslavský von Svarov die Güter, über seine Witwe gelangte der Besitz nach 1660 an Johann Jakob von Gastheim. Dessen Sohn Joseph verkaufte Onšov 1717 an Johann Daniel von Fürstenbach, der den Besitz wegen Überschuldung 1721 an Martin Michna von Waitzenau weiterveräußerte. Dieser verlor den Besitz – gleichfalls wegen Schulden – 1738 an das Erzbischöfliche Konsistorium in Prag. 1755 verpachtete das Konsistorium Onšov an den Freibürger Josef Růžkov aus Petrova Lhota. Die Herrschaft Onšov umfasste zu dieser Zeit die zehn Dörfer Onšov, Syrov, Hořice, Hroznětice, Martinice, Chyšná, Chlovy, Těškovice, Skoranovice und Děkančice. In Onšov lebten damals 494 Menschen. 1761 kaufte Erzbischof Johann Moritz Gustav von Manderscheid-Blankenheim die Herrschaft Onšov vom Konsistorium und zum schlug sie dem Erzbistum zu.
Nach der Ablösung der Patrimonialherrschaften bildete Vonšov/Wonschau ab 1850 mit den Ortsteilen Těškovice, Chlovy, Martinice und Skuranovice sowie den Höfen Popovice, Nový Dvůr und Onšovský Dvůr eine politische Gemeinde in der Bezirkshauptmannschaft Ledetsch. Sitz des Bezirksgerichtes wurde wenig später Dolní Kralovice. Im Jahre 1880 hatte Onšov 757 Einwohner. Zwischen 1866 und 1924 verpachtete das Erzbistum die Güter in Vonšov nacheinander an die Familien Polák, Zahálka und Kopp. Im Jahre 1906 erfolgte die Änderung des tschechischen Ortsnamens von Vonšov in Onšov. Ebenso wurde Skuranovice fortan als Skoranovice bezeichnet. 1921 lebten in der Gemeinde 674 Menschen. 1923 lösten sich Martinice u Onšova (mit Skoranovice und Popovice) und Těškovice (mit Chlovy und Nový Dvůr) los und bildeten eigene Gemeinden. Bei Onšov verblieb nur die Ansiedlung Onšovský Dvůr. 1924 wurde der Großgrundbesitz parzelliert. Im Jahre 1930 betrug die Einwohnerzahl 558, 1950 waren es nur noch 425. Zwischen 1948 und 1961 gehörte die Gemeinde zum Okres Pacov und gelangte nach dessen Auflösung zum Okres Pelhřimov. Chlovy einschließlich Těškovice wurden 1961 eingemeindet. 1970 lebten in Onšov 391 Menschen. Zwischen 1989 und 1990 war Onšov nach Košetice eingemeindet. Im Jahre 2001 hatte die Gemeinde 257 Einwohner.

## Gemeindegliederung
Die Gemeinde Onšov besteht aus den Ortsteilen Chlovy (Chlow), Onšov (Wonschau) und Těškovice (Tieschkowitz) sowie den Einschichten Krčma und Nový Dvůr.
Das Gemeindegebiet gliedert sich in die Katastralbezirke Chlovy, Onšov und Těškovice u Onšova.

## Sehenswürdigkeiten
- Kirche St. Martin, sie wurde 1256 unter Markvart von Onšov im romanischen Stil errichtet. 1699 erfolgte eine Instandsetzung der Kirche. Ihre heutige Gestalt erhielt sie beim Umbau von 1761, bei dem das Schiff mit barocken Fenstern versehen und der Turm um ein Drittel erhöht wurde. Alle Fenster erhielten in den 1940er Jahren eine farbige Bleiverglasung. Seit der Instandsetzung von 1948 erfolgten an der Kirche keine größeren Bauarbeiten mehr.
- Pfarrhaus, erbaut 1252 an Stelle einer Feste
- Schloss, der 1738 begonnene und erst 1787 vollendete Barockbau dient heute als Altersheim
- ehemaliger Friedhof auf der Hůře, er wurde in der Mitte des 13. Jahrhunderts an der Kapelle der Verklärung des Herrn angelegt. 1818 erfolgte der Abriss der Kirche.